# Neopelma
Neopelma là một chi chim trong họ Pipridae.